# Trois vallées varésines 2014
La 94e édition des Trois vallées varésines a eu lieu le 18 septembre 2014. La course fait partie du calendrier UCI Europe Tour 2014 en catégorie 1.HC.
Elle a été remportée par le Suisse Michael Albasini (Orica-GreenEDGE) lors d'un sprint en petit comité respectivement devant les Italiens Sonny Colbrelli (Bardiani CSF) et Filippo Pozzato (Lampre-Merida).

## Présentation

### Équipes
Classées en catégorie 1.HC de l'UCI Europe Tour, les Trois vallées varésines est par conséquent ouvertes aux UCI ProTeams dans la limite de 70 % des équipes participantes, aux équipes continentales professionnelles, aux équipes continentales italiennes et à une équipe nationale italienne.
Vingt-trois équipes participent à ces Trois vallées varésines - quatre ProTeams, douze équipes continentales professionnelles, six équipes continentales et une équipe nationale :
| UCI ProTeams    | UCI ProTeams | UCI ProTeams |
| Nom de l'équipe | Pays         | Code         |
| --------------- | ------------ | ------------ |
| Astana          | Kazakhstan   | AST          |
| Cannondale      | Italie       | CAN          |
| Lampre-Merida   | Italie       | LAM          |
| Orica-GreenEDGE | Australie    | OGE          |

| Équipe nationale          | Équipe nationale | Équipe nationale |
| Nom de l'équipe           | Pays             | Code             |
| ------------------------- | ---------------- | ---------------- |
| Équipe nationale d'Italie |                  | Italie           |

| Équipes continentales professionnelles | Équipes continentales professionnelles | Équipes continentales professionnelles |
| Nom de l'équipe                        | Pays                                   | Code                                   |
| -------------------------------------- | -------------------------------------- | -------------------------------------- |
| Androni Giocattoli-Venezuela           | Italie                                 | AND                                    |
| Bardiani CSF                           | Italie                                 | BAR                                    |
| Bretagne-Séché Environnement           | France                                 | BSE                                    |
| Caja Rural-Seguros RGA                 | Espagne                                | CJR                                    |
| CCC Polsat Polkowice                   | Pologne                                | CCC                                    |
| Colombia                               | Colombie                               | COL                                    |
| MTN-Qhubeka                            | Afrique du Sud                         | MTN                                    |
| Neri Sottoli                           | Italie                                 | NRI                                    |
| NetApp-Endura                          | Allemagne                              | TNE                                    |
| RusVelo                                | Russie                                 | RVL                                    |
| Topsport Vlaanderen-Baloise            | Belgique                               | TSV                                    |
| Wanty-Groupe Gobert                    | Belgique                               | WGG                                    |

| Équipes continentales | Équipes continentales | Équipes continentales |
| Nom de l'équipe       | Pays                  | Code                  |
| --------------------- | --------------------- | --------------------- |
| Area Zero             | Italie                | AZT                   |
| Idea                  | Italie                | IDE                   |
| Marchiol Emisfero     | Italie                | MAE                   |
| MG Kvis-Wilier        | Italie                | MGK                   |
| Nankang-Fondriest     | Italie                | CEF                   |
| Vega-Hotsand          | Italie                | VHS                   |

## Classement final
|    | Coureur            | Pays    | Équipe                       |    | Temps           |
| -- | ------------------ | ------- | ---------------------------- | -- | --------------- |
| 1  | Michael Albasini   | Suisse  | Orica-GreenEDGE              | en | 5 h 14 min 39 s |
| 2  | Sonny Colbrelli    | Italie  | Bardiani CSF                 | +  | 0 s             |
| 3  | Filippo Pozzato    | Italie  | Lampre-Merida                |    | 0 s             |
| 4  | Davide Rebellin    | Italie  | CCC Polsat Polkowice         |    | 0 s             |
| 5  | Damiano Caruso     | Italie  | Cannondale                   |    | 0 s             |
| 6  | Mauro Finetto      | Italie  | Neri Sottoli                 |    | 0 s             |
| 7  | Kristijan Đurasek  | Croatie | Lampre-Merida                |    | 4 s             |
| 8  | Edoardo Zardini    | Italie  | Bardiani CSF                 |    | 7 s             |
| 9  | Enrico Gasparotto  | Italie  | Astana                       |    | 22 s            |
| 10 | Antonio Parrinello | Italie  | Androni Giocattoli-Venezuela |    | 1 min 23 s      |

## Liste des participants
- Liste de départ complète

| Légende | Légende                                                                    | Légende | Légende                                                    |
| ------- | -------------------------------------------------------------------------- | ------- | ---------------------------------------------------------- |
| Num     | Dossard de départ porté par le coureur sur ces Trois vallées varésines     | Pos     | Position à l'arrivée de la course                          |
|         | Indique un maillot de champion national ou mondial, suivi de sa spécialité | NP      | Indique un coureur qui n'a pas pris le départ de la course |
| AB      | Indique un coureur qui n'a pas terminé la course                           | HD      | Indique un coureur qui a terminé la course hors des délais |

| Astana AST | Astana AST                    | Astana AST |
| ---------- | ----------------------------- | ---------- |
| Num        | Coureur                       | Pos        |
| 1          | Vincenzo Nibali (ITA) (Route) | AB         |
| 2          | Aleksandr Dyachenko (KAZ)     | AB         |
| 3          | Enrico Gasparotto (ITA)       | 9e         |
| 4          | Francesco Gavazzi (ITA)       | AB         |
| 5          | Michele Scarponi (ITA)        | AB         |
| 6          | Ruslan Tleubayev (KAZ)        | AB         |
| 7          | Alessandro Vanotti (ITA)      | AB         |
| 8          | Arman Kamyshev (KAZ)          | AB         |

| Équipe nationale d'Italie ITA | Équipe nationale d'Italie ITA | Équipe nationale d'Italie ITA |
| ----------------------------- | ----------------------------- | ----------------------------- |
| Num                           | Coureur                       | Pos                           |
| 11                            | Giovanni Visconti (ITA)       | 30e                           |
| 12                            | Luca Paolini (ITA)            | AB                            |
| 13                            | Iuri Filosi (ITA)             | AB                            |
| 14                            | Giacomo Nizzolo (ITA)         | NP                            |
| 15                            | Alessandro Tonelli (ITA)      | 61e                           |
| 16                            | Simone Andreetta (ITA)        | AB                            |
| 17                            | Gianni Moscon (ITA)           | AB                            |
| 18                            | Federico Zurlo (ITA)          | 62e                           |

| Cannondale CAN | Cannondale CAN             | Cannondale CAN |
| -------------- | -------------------------- | -------------- |
| Num            | Coureur                    | Pos            |
| 21             | Ivan Basso (ITA)           | AB             |
| 22             | Alberto Bettiol (ITA)      | AB             |
| 23             | Damiano Caruso (ITA)       | 5e             |
| 24             | Oscar Gatto (ITA)          | AB             |
| 25             | Paolo Longo Borghini (ITA) | 39e            |
| 26             | Guillaume Boivin (CAN)     | AB             |
| 27             | Fabio Sabatini (ITA)       | AB             |
| 28             | Juraj Sagan (SVK)          | AB             |

| Lampre-Merida LAM | Lampre-Merida LAM       | Lampre-Merida LAM |
| ----------------- | ----------------------- | ----------------- |
| Num               | Coureur                 | Pos               |
| 31                | Filippo Pozzato (ITA)   | 3e                |
| 32                | Niccolò Bonifazio (ITA) | AB                |
| 33                | Luca Dodi (ITA)         | 67e               |
| 34                | Kristijan Đurasek (CRO) | 7e                |
| 35                | Ilia Koshevoy (BLR)     | AB                |
| 36                | Andrea Palini (ITA)     | AB                |
| 37                | Jan Polanc (SLO)        | 15e               |
| 38                | Luca Wackermann (ITA)   | AB                |

| Orica-GreenEDGE OGE | Orica-GreenEDGE OGE    | Orica-GreenEDGE OGE |
| ------------------- | ---------------------- | ------------------- |
| Num                 | Coureur                | Pos                 |
| 41                  | Ivan Santaromita (ITA) | 25e                 |
| 42                  | Michael Albasini (SUI) | 1er                 |
| 43                  |                        |                     |
| 44                  | Caleb Ewan (AUS)       | AB                  |
| 45                  | Leigh Howard (AUS)     | AB                  |
| 46                  | Jens Keukeleire (BEL)  | 31e                 |
| 47                  | Christian Meier (CAN)  | AB                  |
| 48                  | Pieter Weening (NED)   | 49e                 |

| Androni Giocattoli-Venezuela AND | Androni Giocattoli-Venezuela AND | Androni Giocattoli-Venezuela AND |
| -------------------------------- | -------------------------------- | -------------------------------- |
| Num                              | Coureur                          | Pos                              |
| 51                               | Franco Pellizotti (ITA)          | 47e                              |
| 52                               | Carlos Gálviz (VEN)              | AB                               |
| 53                               | Carlos José Ochoa (VEN)          | AB                               |
| 54                               | Antonio Parrinello (ITA)         | 10e                              |
| 55                               | Diego Rosa (ITA)                 | 66e                              |
| 56                               | Emanuele Sella (ITA)             | AB                               |
| 57                               | Alessio Taliani (ITA)            | 55e                              |
| 58                               | Gianfranco Zilioli (ITA)         | AB                               |

| Bardiani CSF BAR | Bardiani CSF BAR                 | Bardiani CSF BAR |
| ---------------- | -------------------------------- | ---------------- |
| Num              | Coureur                          | Pos              |
| 61               | Enrico Battaglin (ITA)           | 24e              |
| 62               | Francesco Manuel Bongiorno (ITA) | 63e              |
| 63               | Sonny Colbrelli (ITA)            | 2e               |
| 64               | Stefano Locatelli (ITA)          | AB               |
| 65               | Andrea Manfredi (ITA)            | AB               |
| 66               | Angelo Pagani (ITA)              | AB               |
| 67               | Stefano Pirazzi (ITA)            | AB               |
| 68               | Edoardo Zardini (ITA)            | 8e               |

| Neri Sottoli NRI | Neri Sottoli NRI        | Neri Sottoli NRI |
| ---------------- | ----------------------- | ---------------- |
| Num              | Coureur                 | Pos              |
| 71               | Francesco Failli (ITA)  | 32e              |
| 72               | Andrea Fedi (ITA)       | AB               |
| 73               | Mauro Finetto (ITA)     | 6e               |
| 74               | Jonathan Monsalve (VEN) | AB               |
| 75               | Simone Ponzi (ITA)      | 23e              |
| 76               | Fabio Taborre (ITA)     | 56e              |
| 77               | Mirko Tedeschi (ITA)    | AB               |
| 78               | Giorgio Cecchinel (ITA) | AB               |

| Colombia COL | Colombia COL                       | Colombia COL |
| ------------ | ---------------------------------- | ------------ |
| Num          | Coureur                            | Pos          |
| 81           | Robinson Chalapud (COL)            | AB           |
| 82           | Edward Díaz (COL)                  | AB           |
| 83           | Fabio Duarte (COL)                 | 40e          |
| 84           | Jarlinson Pantano (COL)            | AB           |
| 85           | Carlos Quintero (COL)              | AB           |
| 86           | Miguel Ángel Rubiano (COL) (Route) | 44e          |
| 87           | Rodolfo Torres (COL)               | 21e          |
| 88           | Juan Pablo Valencia (COL)          | AB           |

| RusVelo RVL | RusVelo RVL              | RusVelo RVL |
| ----------- | ------------------------ | ----------- |
| Num         | Coureur                  | Pos         |
| 91          | Sergueï Lagoutine (RUS)  | 42e         |
| 92          | Igor Boev (RUS)          | 69e         |
| 93          | Leonid Krasnov (RUS)     | AB          |
| 94          | Timofey Kritskiy (RUS)   | AB          |
| 95          | Roman Maikin (RUS)       | AB          |
| 96          | Sergey Pomoshnikov (RUS) | 34e         |
| 97          | Kirill Pozdnyakov (RUS)  | 35e         |
| 98          |                          |             |

| MTN-Qhubeka MTN | MTN-Qhubeka MTN            | MTN-Qhubeka MTN |
| --------------- | -------------------------- | --------------- |
| Num             | Coureur                    | Pos             |
| 101             | Johann van Zyl (RSA)       | AB              |
| 102             | Songezo Jim (RSA)          | AB              |
| 103             | Nicolas Dougall (RSA)      | AB              |
| 104             | Tsgabu Grmay (ETH) (Route) | AB              |
| 105             | Karel Hník (CZE)           | 17e             |
| 106             | Adrien Niyonshuti (RWA)    | AB              |
| 107             | Dennis van Niekerk (RSA)   | 28e             |
| 108             | Martin Wesemann (RSA)      | AB              |

| Topsport Vlaanderen-Baloise TSV | Topsport Vlaanderen-Baloise TSV | Topsport Vlaanderen-Baloise TSV |
| ------------------------------- | ------------------------------- | ------------------------------- |
| Num                             | Coureur                         | Pos                             |
| 111                             | Tim Declercq (BEL)              | AB                              |
| 112                             | Kenny De Ketele (BEL)           | AB                              |
| 113                             | Sander Helven (BEL)             | AB                              |
| 114                             | Eliot Lietaer (BEL)             | 18e                             |
| 115                             | Thomas Sprengers (BEL)          | AB                              |
| 116                             | Preben Van Hecke (BEL)          | 41e                             |
| 117                             | Arthur Vanoverberghe (BEL)      | AB                              |
| 118                             | Otto Vergaerde (BEL)            | 71e                             |

| Caja Rural-Seguros RGA CJR | Caja Rural-Seguros RGA CJR | Caja Rural-Seguros RGA CJR |
| -------------------------- | -------------------------- | -------------------------- |
| Num                        | Coureur                    | Pos                        |
| 121                        | Davide Viganò (ITA)        | 33e                        |
| 122                        | Miguel Ángel Benito (ESP)  | 22e                        |
| 123                        | Heiner Parra (COL)         | AB                         |
| 124                        | Fabricio Ferrari (URU)     | 72e                        |
| 125                        | Marcos García (ESP)        | 52e                        |
| 126                        | Fernando Grijalba (ESP)    | AB                         |
| 127                        | Ángel Madrazo (ESP)        | 51e                        |
| 128                        | Antonio Molina (ESP)       | 50e                        |

| Wanty-Groupe Gobert WGG | Wanty-Groupe Gobert WGG  | Wanty-Groupe Gobert WGG |
| ----------------------- | ------------------------ | ----------------------- |
| Num                     | Coureur                  | Pos                     |
| 131                     | Mirko Selvaggi (ITA)     | AB                      |
| 132                     | Frederik Backaert (BEL)  | 37e                     |
| 133                     | Jérôme Baugnies (BEL)    | AB                      |
| 134                     | Jérôme Gilbert (BEL)     | AB                      |
| 135                     | Michel Kreder (NED)      | 13e                     |
| 136                     | Marco Minnaard (NED)     | 16e                     |
| 137                     | Danilo Napolitano (ITA)  | AB                      |
| 138                     | Kevin Seeldraeyers (BEL) | 36e                     |

| CCC Polsat Polkowice CCC | CCC Polsat Polkowice CCC          | CCC Polsat Polkowice CCC |
| ------------------------ | --------------------------------- | ------------------------ |
| Num                      | Coureur                           | Pos                      |
| 141                      | Davide Rebellin (ITA)             | 4e                       |
| 142                      | Jarosław Marycz (POL)             | AB                       |
| 143                      | Bartłomiej Matysiak (POL) (Route) | AB                       |
| 144                      | Nikolay Mihaylov (BUL) (Route)    | AB                       |
| 145                      | Maciej Paterski (POL)             | 12e                      |
| 146                      | Marek Rutkiewicz (POL)            | AB                       |
| 147                      | Branislau Samoilau (BLR)          | AB                       |
| 148                      | Mateusz Taciak (POL)              | AB                       |

| NetApp-Endura TNE | NetApp-Endura TNE       | NetApp-Endura TNE |
| ----------------- | ----------------------- | ----------------- |
| Num               | Coureur                 | Pos               |
| 151               | David de la Cruz (ESP)  | 73e               |
| 152               | Bartosz Huzarski (POL)  | 29e               |
| 153               | Leopold König (CZE)     | 64e               |
| 154               | Tiago Machado (POR)     | 27e               |
| 155               | Gregor Mühlberger (AUT) | 11e               |
| 156               | José Mendes (POR)       | 38e               |
| 157               | Cesare Benedetti (ITA)  | 58e               |
| 158               | Patrick Konrad (AUT)    | 19e               |

| Bretagne-Séché Environnement BSE | Bretagne-Séché Environnement BSE | Bretagne-Séché Environnement BSE |
| -------------------------------- | -------------------------------- | -------------------------------- |
| Num                              | Coureur                          | Pos                              |
| 161                              | Jean-Marc Bideau (FRA)           | AB                               |
| 162                              | Anthony Delaplace (FRA)          | 54e                              |
| 163                              | Brice Feillu (FRA)               | 45e                              |
| 164                              | Arnaud Gérard (FRA)              | AB                               |
| 165                              | Florian Guillou (FRA)            | AB                               |
| 166                              | Vegard Stake Laengen (NOR)       | 53e                              |
| 167                              | Kévin Ledanois (FRA)             | AB                               |
| 168                              | Eduardo Sepúlveda (ARG)          | 26e                              |

| Idea IDE | Idea IDE                 | Idea IDE |
| -------- | ------------------------ | -------- |
| Num      | Coureur                  | Pos      |
| 171      | Ricardo Pichetta (ITA)   | 59e      |
| 172      | Simone Carantoni (ITA)   | AB       |
| 173      | Matteo Collodel (ITA)    | AB       |
| 174      | Fabio Gadda (ITA)        | AB       |
| 175      | Daniele Mossini (ITA)    | AB       |
| 176      | Alessandro Pettiti (ITA) | AB       |
| 177      | Matteo Spreafico (ITA)   | NP       |
| 178      | Mirko Tedeschi (ITA)     | 70e      |

| Area Zero AZT | Area Zero AZT           | Area Zero AZT |
| ------------- | ----------------------- | ------------- |
| Num           | Coureur                 | Pos           |
| 181           | Giovanni Carboni (ITA)  | AB            |
| 182           | Paolo Ciavatta (ITA)    | 57e           |
| 183           | Andrea Pasqualon (ITA)  | 43e           |
| 184           | Charly Petelin (ITA)    | AB            |
| 185           | Simone Petilli (ITA)    | 20e           |
| 186           | Marco Tecchio (ITA)     | AB            |
| 187           | Silvio Giorni (ITA)     | AB            |
| 188           | Gianluca Mengardo (ITA) | 68e           |

| MG Kvis-Wilier MGK | MG Kvis-Wilier MGK       | MG Kvis-Wilier MGK |
| ------------------ | ------------------------ | ------------------ |
| Num                | Coureur                  | Pos                |
| 191                | Daniele Aldegheri (ITA)  | AB                 |
| 192                | Matteo Busato (ITA)      | AB                 |
| 193                | Luca Chirico (ITA)       | AB                 |
| 194                | Ricardo Creel (USA)      | AB                 |
| 195                | Lorenzo Di Remigio (ITA) | AB                 |
| 196                | Andrei Nechita (ROU)     | 60e                |
| 197                | Lorenzo Rota (ITA)       | AB                 |
| 198                | Gianluca Vecchio (ITA)   | AB                 |

| Vega-Hotsand VHS | Vega-Hotsand VHS              | Vega-Hotsand VHS |
| ---------------- | ----------------------------- | ---------------- |
| Num              | Coureur                       | Pos              |
| 201              | Emiliano Faieta (ITA)         | AB               |
| 202              | Marco Ciccanti (ITA)          | AB               |
| 203              | Cesare Ciommi (ITA)           | 46e              |
| 204              | Gian Marco Di Francesco (ITA) | 14e              |
| 205              | Sante Di Nizio (ITA)          | AB               |
| 206              | Nicola Gaffurini (ITA)        | AB               |
| 207              | Moreno Giampaolo (ITA)        | AB               |
| 208              | Gianni Franco D'Intino (ITA)  | AB               |

| Nankang-Fondriest CEF | Nankang-Fondriest CEF  | Nankang-Fondriest CEF |
| --------------------- | ---------------------- | --------------------- |
| Num                   | Coureur                | Pos                   |
| 211                   | Filippo Baggio (ITA)   | AB                    |
| 212                   | Alfredo Balloni (ITA)  | AB                    |
| 213                   | Matteo Belli (ITA)     | AB                    |
| 214                   | Nicola Dal Santo (ITA) | AB                    |
| 215                   |                        |                       |
| 216                   | Giacomo Forconi (ITA)  | AB                    |
| 217                   | Antonio Merolese (ITA) | AB                    |
| 218                   | Luca Taschin (ITA)     | AB                    |

| Marchiol Emisfero MAE | Marchiol Emisfero MAE             | Marchiol Emisfero MAE |
| --------------------- | --------------------------------- | --------------------- |
| Num                   | Coureur                           | Pos                   |
| 221                   | Simone Antonini (ITA)             | 65e                   |
| 222                   | Raffaello Bonusi (ITA)            | AB                    |
| 223                   | Paolo Lunardon (ITA)              | AB                    |
| 224                   | Miloš Borisavljević (SRB) (Route) | AB                    |
| 225                   | Antonio Nibali (ITA)              | AB                    |
| 226                   | Andrea Vendrame (ITA)             | AB                    |
| 227                   | Andrea Zanardini (ITA)            | AB                    |
| 228                   | Andrea Vaccher (ITA)              | 48e                   |